# أباز أرسلاناجيتش
أباز أرسلاناجيتش مواليد 2 أكتوبر 1944 في جمهورية البوسنة والهرسك الاشتراكية، هو لاعب كرة يد بوسني معتزل كان يلعب كحارس مرمى. شارك في دورة الألعاب الأولمبية الصيفية سنة 1972.

## الإنجازات
كلاعب
- بطولة يوغوسلافيا لكرة اليد (4): 1972-73، 1973–74، 1974–75، 1975-76
- بطولة يوغوسلافيا لكرة اليد (5): 1969، 1972، 1973، 1974، 1975
- الكأس الأوروبية (كرة يد) 1975–76
- بطولة العالم لكرة اليد للرجال 1970 - المركز الثالث
- الألعاب الأولمبية الصيفية 1972 - المركز الأول
- بطولة العالم لكرة اليد للرجال 1974 - المركز الثالث
- ألعاب البحر الأبيض المتوسط 1975 - المركز الأول
- الألعاب الأولمبية الصيفية 1976 - المركز الـ 5

كمدرب
- بطولة يوغوسلافيا لكرة اليد (1): 1987-88
- الدوري البرتغالي لكرة اليد الدرجة الأولى (2): 1988-89، 1989-1990
- الدوري الكرواتي لكرة اليد (1): 1995-96
- الدوري السلوفيني لكرة اليد (2): 1998-99، 1999-00

## وصلات خارجية
- أباز أرسلاناجيتش على موقع أوليمبيديا (الإنجليزية)